# Lennart Stenflo
Carl Lennart Stenflo (* 27. November 1939) ist ein schwedischer Professor für Plasmaphysik an der Universität Umeå. Er ist außerdem Mitglied der Königlich Schwedischen Akademie der Wissenschaften und ausländisches Mitglied der Russischen Akademie der Wissenschaften. Von 2001 bis 2006 war er Mitglied des Nobelkomitees für Physik.

## Rezeption
Seine Aktivitäten waren drei internationalen Konferenzen gewidmet: 1999 in Faro, Portugal, "Nonlinear plasma science; in honour of professor Lennart Stenflo" und 2004 in Trieste, Italien, "Nonlinear physics in action; in honour of professor Lennart Stenflo on his 65th birthday" und 2009 in Trieste, Italien, "New Developments in Nonlinear Plasma Physics; in honour of professor Lennart Stenflo's 70th Birthday". Die ersten beiden Konferenzbeiträge wurden in der Fachzeitschrift Physica Scripta, Band T82 (1999) bzw. T113 (2004), und in dem 2009 vom American Institute of Physics (AIP) veröffentlichten Buch "New Developments in Nonlinear Plasma Physics" veröffentlicht.